# Paul Siraudin
Paul Sidorin, all'anagrafe Pierre-Paul-Désiré Siraudin (I arrondissement di Parigi, 18 dicembre 1812 – Enghien-les-Bains, 8 settembre 1883), è stato un librettista e drammaturgo francese.
A volte chiamato Paul de Siraudin de Sancy, Paul Siraudin de Sancy e M. Malperché.

## Biografia
Scrisse molte opere, soprattutto commedie e vaudevilles scritte in collaborazione con Alfred Delacour e Lambert-Thiboust. Fu anche autore di numerosi libretti per operette e comicerie di successo tra cui La fille de Madame Angot (1872) in collaborazione con Louis François Clairville e Victor Koning con una musica di Charles Lecocq.

## Opere
- 1849: Lorettes et aristos ou Une soirée au Ranelagh, tableau-vaudeville in un atto, con Ferdinand de Villeneuve;
- 1842: La Vendetta with Dumanoir, Théâtre des Variétés
- 1849: E. H. with Eugène Moreau e Alfred Delacour, Théâtre Montansier (7 April)[1]
Questa comedie-vaudeville in un atto è stato tradotto nella lingua russa, nel 1849, da Фёдоров, Павел Степанович sotto il titolo Az et Fert (Аз и ферт) e adattato tre volte sotto questa forma nei film nel 1946, nel 1981 e nel 2000.
- 1850: Le Courrier de Lyon di Eugène Moreau, Paul Siraudin e Alfred Delacour, Théâtre de la Gaîté
- 1852: Le Misanthrope et l'Auvergnat di Eugène Labiche, Paul Siraudin e Lubize, Théâtre du Palais-Royal
- 1853: Le Bourreau des crânes di Paul Siraudin e Édouard Lafargue, Théâtre du Palais-Royal
- 1855: Un bal d'auvergnats di Paul Siraudin, Alfred Delacour e Lambert-Thiboust, Théâtre du Palais-Royal
- 1856: La Queue de la poële di Paul Siraudin e Alfred Delacour, Théâtre du Palais-Royal
- 1858: Le Fils de la belle au bois dormant di Lambert-Thiboust, Paul Siraudin e Adolphe Choler, Théâtre du Palais-Royal
- 1860: La Pénélope normande di Alphonse Karr, Paul Siraudin e Lambert-Thiboust, Théâtre du Vaudeville
- 1860: La Pénélope à la mode de Caen di Eugène Grangé, Paul Siraudin and Lambert-Thiboust, Théâtre du Palais-Royal
- 1860: La Fille du diable di Louis François Clairville, Paul Siraudin e Lambert-Thiboust, Théâtre des Variétés
- 1860: Le Favori de la favorite di Paul Siraudin e Auguste Villemot, Théâtre de Baden-Baden
- 1864: Les Femmes sérieuses e Paul Siraudin, Alfred Delacour e Ernest Blum, Théâtre du Palais-Royal
- 1869: Le Mot de la fin di Clairville e Paul Siraudin, Théâtre des Variétés
- 1869: Paris-Revue di Clairville, Paul Siraudin e William Busnach, Théâtre du Chatelet
- 1872: La Revue n'est pas au coin du quai di Paul Siraudin, Victor Koning e Clairville, Théâtre des Variétés
- 1873: La fille de Madame Angot de Paul Siraudin, Clairville and Victor Koning, musica di Charles Lecocq, Théâtre des Folies Dramatiques
- 1875: La Revue à la vapeur di Paul Siraudin, Henri Blondeau e Hector Monréal, Théâtre des Variétés